# Кампания против гомофобии
Кампания против гомофобии (оригинальное название: Kampania Przeciw Homofobii, KPH) — польская организация по защите прав геев, целью которой является содействие юридическому и социальному равенству для людей, находящихся за пределами гетеронормативности. Основана в Варшаве в сентябре 2001 года.
Имеет филиалы в Кракове, Вроцлаве, Лодзи, Труймясте, Торуне и Силезском крае. KPH и Ассоциация Lambda Warszawa, часто сотрудничающие друг с другом (например, в рамках специально созданных фондов, которые организуют такие мероприятия, как Варшавский прайд и Фестиваль культуры толерантности в Кракове), вместе являются крупнейшими неправительственными организациями подобного рода в Польше.

## Цели и деятельность
KPH стремится внести свой вклад в создание толерантного общества, в котором геи, лесбиянки, трансгендеры и другие меньшинства чувствуют себя комфортно. Деятельность осуществляется во многих направлениях:
- конференции,
- выставки,
- демонстрации,
- интеграционные вечеринки,
- мастерские,
- встречи с политиками, учёными,
- политическое лоббирование
- предоставление юридических и психологических консультаций, в том числе на интернет-портале www.mojeprawa.info
- издание ежеквартального журнала «Replika» по правам ЛГБТ,
- издание листовок на различные темы,
- мониторинг международного права и практики в области прав человека ,
- сотрудничество с аналогичными организациями из других стран и международными организациями

и т. д.
KPH сотрудничает с другими ЛГБТ-организациями, связанными с ILGA.
Некоторые мероприятия KPH получили широкую огласку и оказали влияние на польскую общественность. К ним относятся:
- Niech nas zobaczą («Пусть они нас увидят») — фотографии, изображающие стоящие на улице пары геев и лесбиянок и держащиеся за руки. Они должны были быть размещены KPH в 2003 году на рекламных щитах в крупных польских городах. Однако ещё до размещения случился огромный общественный резонанс и беспрецедентные дебаты о гомосексуализме в Польше. Аргументы, согласно которым такие фотографии «будут способствовать девиациям», заставили компании наружной рекламы отказаться от контрактов на их размещение. В результате снимки были выставлены в художественных галереях. Однако есть мнение, что именно тогда дискриминация в Польше стала впервые очевидной и публичной[4].
- Выставка Берлин-Джокьякарта впервые состоялась в октябре 2009 года в течение трёх недель в престижной университетской библиотеке Варшавского университета[5] Там было распространено 500 брошюр и 200 экземпляров Джокьякартских принципов (переведённых на польский язык). Выставка также прошла в Люблине, Вроцлаве и Гданьске в соответствии с Джокьякартскими принципами действия[6].
- Jestem gejem, jestem lesbijką. Poznaj nas (Я гей, я лесбиянка. Познакомьтесь с нами) — экскурсия по польским университетам с образовательными встречами для студентов, преподавателей и родителей ЛГБТ-людей — для многих это была первая возможность поговорить с открытыми геями.
- Festiwal Kultura dla Tolerancji w Krakowie (Фестиваль культуры толерантности в Кракове) — ежегодный краковский фестиваль, основанный членами KPH и организованный Фондом культуры толерантности (Fundacja Kultura dla Tolerancji), включает конференции, семинары, кинопоказы и вечеринки. На нём возможно ознакомиться с дискуссионными и концептуальными произведениями искусства лучших авторов США и ЕС.
- Nie jesteś sam, nie jesteś sama (Ты не одинок) — плакатная кампания в отдельных городах.
- Spoko, ja też! (Круто, я тоже!) — короткие видеоролики, в которых ученики делятся своими историями, связанными с сексуальной ориентацией и её влиянием на различные аспекты их жизни в школе и за её пределами[7].
- Tęczowy Piątek («Радужная пятница») — кампания, начатая в 2016 году[8] с целью продемонстрировать солидарность с ЛГБТКИ-молодежью и поддержать их в школьной среде[9][10].